# Irene Gut Opdyke
Vista da sepultura.

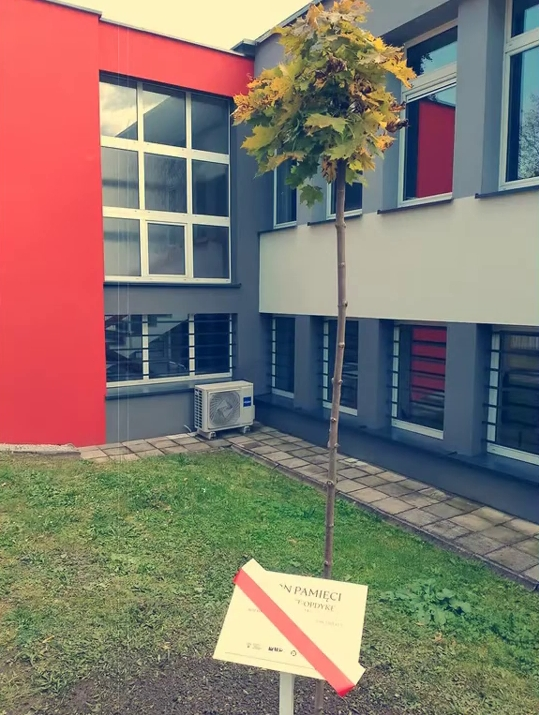
Árvore de arce em memória de Irena Gut Opdyke, Justa entre as Nações, em Piekary Śląskie, na Polónia.

Irene Gut Opdyke (nascido Irena Gut, 5 de Maio de 1922 - 17 de Maio de 2003) foi uma enfermeira polaca que ganhou reconhecimento internacional por ajudar Judeus Polacos perseguidos por Alemanha Nazi durante Segunda Guerra Mundial. Foi homenageada como a Justos entre as nações por Yad Vashem por arriscar a vida para salvar doze judeus.

## A vida
Irene Gut nasceu em uma família católica em Kozienice, Polônia, durante o período entre as guerras. Ela era uma das cinco filhas. Posteriormente, a família mudou-se para Radom, onde Irene se matriculou na escola de enfermagem antes da invasão nazista-soviética de 1939. Durante a invasão, enquanto se escondia, foi descoberta por soldados russos, espancada e estuprada.
Durante a ocupação alemã, Gut foi inicialmente forçada a trabalhar em uma fábrica de munições. No entanto, devido à sua fluência em alemão, foi contratada por um major da Wehrmacht para trabalhar na cozinha de um hotel que frequentemente atendia oficiais nazistas. Durante este período, ela testemunhou uma cena horrível: um soldado alemão arrancou um bebê dos braços de sua mãe no gueto próximo ao hotel e jogou a criança no chão, matando-a. Esse evento a horrorizou profundamente, e inicialmente, ela considerou abandonar sua fé. Contudo, ela percebeu que as pessoas têm a escolha entre fazer o bem ou o mal, e decidiu que ajudaria os judeus sempre que tivesse oportunidade.
Ciente dos riscos, Gut começou a levar comida do hotel e entregá-la secretamente ao gueto de Tarnopol, demonstrando sua coragem e determinação em face do perigo extremo. 
Gut contrabandeou judeus do gueto para a floresta circundante e entregou comida para eles lá. Enquanto isso, Rügemer pediu a Gut para trabalhar como empregada de casa em sua vila requisitada. Ela escondeu 12 judeus na adega. Eles saem e a ajudam a limpar a casa quando ele não está por perto. Rügemer descobriu sobre os judeus que ela estava a esconder. Em risco de todas as suas vidas, Rügemer manteve o segredo de Gut, sob a condição de que ela se tornasse sua amante. Rügemer fugiu com os alemães em 1944 antes do avanço russo. Gut e vários judeus também fugiram para o oeste da Polónia ocupada pelos soviéticos para a Alemanha ocupada pelos Aliados. Ela foi colocada em um campo de pessoas Deslocados, onde conheceu William Opdyke, um trabalhador das Nações Unidas de Nova York. Ela emigrou para os Estados Unidos e se casou com Opdyke pouco depois, em 1956. Eles tinham uma filha juntos. Opdyke morreu em 1993, enquanto ela morreu em 2003 após complicações de Hepatite.

## Reconhecimento
Após anos de silêncio sobre suas experiências de guerra, Irene Gut Opdyke foi motivada a falar em 1975, após ouvir uma afirmação neonazista de que o Holocausto nunca ocorreu. Ela iniciou uma carreira como palestrante, culminando na publicação de suas memórias, *In My Hands: Memories of a Holocaust Rescuer*. Em 1982, Opdyke foi reconhecida e homenageada pelo Yad Vashem como uma das Polonesas Justas entre as Nações. Em 2012, Eduard Rügemer também foi reconhecido e homenageado pelo Yad Vashem como um dos Justos Alemães entre as Nações.

### Serviço na sinagoga e bênção papal
Em 9 de junho de 1995, Irene Gut Opdyke foi homenageada com uma bênção papal do Papa João Paulo II durante um serviço inter-religioso de judeus e católicos na sinagoga Shir Ha-Ma'alot em Irvine, Califórnia. Além disso, ela recebeu um convite para uma audiência com o Papa. Esta homenagem foi organizada por Alan Boinus, um congregante, com a ajuda do Monsenhor Joseph Karp, da Igreja Católica do Centro Polonês de João Paulo II, em Yorba Linda, Califórnia. A bênção papal representou a primeira vez que a Igreja Católica reconheceu os esforços de Opdyke durante o Holocausto. Em suas palavras: "Este é o maior presente que posso receber por tudo o que fiz na minha vida.".

### Viagem para Israel
Em julho de 1997, Opdyke viajou para Israel com seu gerente, Alan Boinus, e sua esposa, a publicista Rosalie Boinus, para uma história de televisão organizada pelos Boinuses para a ABC Primetime Live, que foi ao ar em 10 de junho de 1998 e reuniu Opdyke com Hermann Morks, um dos doze judeus cujas vidas ela salvou.
Durante uma viagem a Israel, Alan Boinus organizou encontros privados para Irene Gut Opdyke na Knesset com o ex-presidente e primeiro-ministro de Israel, Shimon Peres, e com o presidente da Knesset, Dan Tichon. Boinus também agendou outras reuniões importantes para Opdyke, incluindo uma com Mordecai Paldiel, diretor do Departamento dos Justos Entre as Nações no Yad Vashem, e outra com Roman Haller, um sobrevivente do Holocausto que Opdyke ajudou a salvar durante a guerra.
Roman Haller foi o bebê salvo por Opdyke ao persuadir seus pais, Ida e Lazar Haller — dois dos doze judeus que Opdyke havia escondido na adega de Eduard Rügemer — que Ida deveria levar a gravidez até o final enquanto se escondia. Após a guerra, quando Rügemer foi rejeitado por sua família em Nuremberg devido à sua participação no salvamento de judeus, os Hallers o acolheram em sua casa em Munique. Rügemer se tornou uma figura avô ("Zeide") para Roman Haller. Posteriormente, Haller assumiu o cargo de diretor do escritório alemão da Conferência de Reclamações, representando a comunidade judaica global na negociação de restituições para as vítimas da perseguição nazista.

## Legado

### Memória
Os memórias de Opdyke, In My Hands: Memories of a Holocaust Rescuer,  foram organizados pelo seu então gerente Alan Boinus e publicados em 1999 pela Random House, com co-autor Jennifer Armstrong. Alan Boinus e sua esposa, Rosalie Boinus, entre outros, são agradecidos por Opdyke nos reconhecimentos.

### Fundação Irene Gut Opdyke Salvador do Holocausto
A Fundação Irene Gut Opdyke Rescuer do Holocausto foi fundada em 1997 por Alan e Rosalie Boinus em honra de Opdyke para oferecer prêmios, bolsas e bolsas de estudo a jovens inspirados nos atos heróicos de Irene Gut Opkyke quando ela era jovem, para que eles possam igualmente resistir ao racismo, intolerância e ódio. Desde então, foi dissolvido.

### Jogos
Uma peça baseada no livro In My Hands, Irena's Vow, estreou na Broadway em 29 de março de 2009 com críticas mistas. Foi escrito por Dan Gordon e estrelado por Tovah Feldshuh como Irena Gut. Ele tinha sido estreado anteriormente fora de Broadway no Baruch Performing Arts Center em Nova York. Depois de não conseguir encontrar um público, a peça fechou em 28 de junho de 2009.[2]
Irena's Vow, uma adaptação cinematográfica da peça, estreou em 2023 com Sophie Nélisse no papel principal.

### Disputa jurídica sobre o cinema
Em 1998, a história de Irene Gut Opdyke foi objeto de uma ação legal e uma queixa cruzada quando ela tentou recuperar os direitos cinematográficos de sua vida, previamente cedidos em um acordo de opção. A advogada de direitos autorais Carole Handler representou Opdyke e trabalhou com as partes envolvidas para alcançar um acordo. O caso foi encerrado com prejuízo.

### Música
Em 2012, Katy Carr, uma compositora britânica com raízes polonesas, lançou uma música inspirada em Opdyke intitulada "Mała Little Flower" em seu álbum Passport. Em 26 de setembro de 2012, a Rádio Trojka na Polônia nomeou-a como música da semana.

## Trabalhos
- Opdyke, Irene Gut; Armstrong, Jennifer (1999). In my hands: Memories of a Holocaust rescuer 1st ed. New York: Knopf. ISBN 9780679891819
- Opdyke, Irene Gut; Elliot, Jeffrey M. (setembro de 1992). Into the Flames: Life Story of a Righteous Gentile. [S.l.]: Borgo Press. ISBN 978-0-89370-475-9